# 1995 CB1
1995 CB1 är en asteroid i huvudbältet, som upptäcktes den 7 februari 1995 av den japanske amatörastronomen Takuo Kojima i Chiyoda.
Asteroiden har en diameter på ungefär 3 kilometer.